# Socialspread
Social Spread is een Nederlands online marketingbureau dat gespecialiseerd is in digitale marketingdiensten zoals zoekmachineadvertenties (SEA), zoekmachineoptimalisatie (SEO), socialmediacampagnes en websiteontwikkeling. Het bedrijf is actief in Noord-Holland in het dorp Castricum en richt zich zowel op mkb-ondernemingen als grotere organisaties.

## Geschiedenis
Social Spread werd opgericht in 2019 als een full-service online marketingbureau. Sinds de oprichting heeft het bureau zich ontwikkeld tot een vaste partner voor uiteenlopende bedrijven in Nederland. Social Spread heeft naar eigen zeggen meer dan honderd ondernemingen geholpen met het vergroten van hun online zichtbaarheid en het aantrekken van nieuwe klanten.

## Diensten
Het bureau biedt verschillende diensten aan binnen de digitale marketing:
- Zoekmachineoptimalisatie (SEO): het verbeteren van de organische vindbaarheid van websites.
- Zoekmachineadverteren (SEA): het beheren van advertentiecampagnes via platforms zoals Google Ads.
- Socialmediamarketing: het opzetten en beheren van campagnes op platforms als Facebook, Instagram en LinkedIn.
- Webdevelopment: het ontwikkelen en optimaliseren van websites, onder meer via WordPress en Webflow.

## Positionering
Social Spread onderscheidt zich door nadruk te leggen op transparantie in rapportages en een pragmatische aanpak van online marketing. Het bedrijf presenteert zich als jong en dynamisch en combineert analytische marketingtechnieken met creatieve campagnes.